# Ben Gazzara
Ben Gazzara, nascido Biagio Anthony Gazzara, (Nova Iorque, 28 de agosto de 1930 – Nova Iorque, 3 de fevereiro de 2012) foi um ator norte-americano.

## Biografia
Filho de imigrantes italianos, Ben cresceu em Nova Iorque. Frequentou a consagrada Stuyvesant High School, e cedo identificou-se com a carreira de ator. Anos depois diria que o amor à arte o salvou da marginalidade na adolescência.
Apesar da vocação, chegou a estudar engenharia elétrica na City College of New York, mas desistiu dois anos depois, para se matricular no Actor's Studio.
Nos anos 50, participou de vários espetáculos na Broadway, destacando-se Gata em Teto de Zinco Quente, de Tennessee Williams, sob direção de Elia Kazan. Mesmo assim, perdeu o papel da versão cinematográfica para Paul Newman. Em 1957, com outros jovens atores, participou do filme The Strange One.
Gazzara tem uma longa e variada carreira, que inclui trabalhos como diretor, principalmente de TV. Seus papéis de maior sucesso foram Anatomy of a Murder (1959), The Young Doctors (1961), A Rage to Live (1965), The Bridge at Remagen (1969), Capone (1975), Voyage of the Damned (1976) e High Velocity (1977).
Estrelou também algumas telesséries, começando por Arrest and Trial (1963—1964), na rede ABC e culminando em Run for Your Life (1965—1968), na NBC.
Foi indicado três vezes ao prêmio Tony como melhor ator de teatro: A Hatful of Rain (1956), Hughie & Duet (1975) e Quem Tem Medo de Virginia Woolf? (1977).
Suas melhores atuações, entretanto, foram nos filmes de John Cassavetes nos anos 70. Trabalharam juntos em Husbands (1970), no qual Ben contracenou com Peter Falk e o próprio Cassavetes. Depois vieram The Killing of a Chinese Bookie (1976) e, um ano depois, Opening Night, com Gena Rowlands, mulher de Cassavetes.
Os anos 80 trouxeram filmes variados, como Saint Jack e They All Laughed (de Peter Bogdanovich), e o clássico Road House. Também teve participação no aclamado An Early Frost (TV).
Nos anos 90, foram nada menos que 38 filmes, muitos deles para televisão. Nos de cinema, foram muitos como ator coadjuvante, porém com diretores renomados (The Big Lebowski, dos irmãos Coen; Summer of Sam, de Spike Lee; Per sempre, de Walter Hugo Khouri; e The Thomas Crown Affair, de John McTiernan).
Em 2003, participou do cult Dogville, dirigido pelo dinamarquês Lars von Trier, com Nicole Kidman.
Faleceu em decorrências de um câncer de pâncreas em fevereiro de 2012. Sepultado no Cemitério de Woodlawn.